# St. John (Indiana)
St. John é uma cidade  localizada no estado americano de Indiana, no Condado de Lake.

## Demografia
Segundo o censo americano de 2000, a sua população era de 8382 habitantes.

## Geografia
De acordo com o United States Census Bureau tem uma área de
17,5 km², dos quais 17,4 km² cobertos por terra e 0,1 km² cobertos por água.

## Localidades na vizinhança
O diagrama seguinte representa as localidades num raio de 12 km ao redor de St. John.